# Švaljkovec
 Švaljkovec  falu Horvátországban Krapina-Zagorje megyében. Közigazgatásilag Sveti Križ Začretjéhez tartozik.

## Fekvése
Zágrábtól 32 km-re, községközpontjától 2 km-re északra a Horvát Zagorje területén az A2-es autópálya mellett fekszik..

## Története
1857-ben 106, 1910-ben 173 lakosa volt. Trianonig Varasd vármegye Krapinai járásához tartozott. A településnek 2001-ben 332 lakosa volt.

## Külső hivatkozások
Sveti Križ Začretje község hivatalos oldala